# Mohammed el-Baradei
Mohammed el-Baradei (Arabisch: محمدالبرادعئ) (Caïro, 17 juni 1942) is een Egyptisch diplomaat en politicus. Hij was van 1997 tot 2009 hoofd van het Internationaal Atoomenergieagentschap (IAEA). Van 14 juli tot 14 augustus 2013 was hij vicepresident van Egypte.

## Vroege carrière
El-Baradei behaalde in 1962 een bachelorgraad in de rechten aan de Universiteit van Caïro en in 1974 behaalde hij een doctorsgraad in internationaal recht aan de New York University School of Law. Zijn diplomatieke carrière begon in 1964 bij het Egyptische ministerie van Buitenlandse Zaken, waar hij bij twee gelegenheden diende in de permanente missies van Egypte bij de Verenigde Naties, in New York en Genève. In 1980 werd hij een van de hoofdverantwoordelijken voor het internationale rechtsprogramma aan het instituut voor training en onderzoek van de Verenigde Naties.

## IAEA
Sinds 1984 was El-Baradei een van de hoofdverantwoordelijken van het secretariaat van het IAEA, waar hij een aantal hoge posities bekleedde. Voor zijn functie van directeur-generaal was hij juridisch adviseur van het agentschap geweest van 1984 tot 1993 en assistent-directeur-generaal voor externe betrekkingen van 1993 tot 1997.
In 2002 leidde hij met Hans Blix de inspectieteams van de Verenigde Naties die in Irak onderzoek deden naar wat er waar was van de vermeende nucleaire, biologische en chemische wapen-programma's. Er werd hiervoor geen enkel bewijs gevonden. In een boek dat in 2011 verscheen, bekritiseerde el-Baradei de handelwijze van de Verenigde Staten, die in de aanloop naar de oorlog de bevindingen van de teams in de wind sloegen. Hij verhaalt hierin onder meer over een ontmoeting met Colin Powell en Condoleezza Rice, die de V.N.-missie wilden omvormen tot een missie onder leiding van Amerika. Hij noemt de houding van Amerika "agressie waar geen directe dreiging was". El-Baradei suggereert dat onderzocht moet worden of de oorlog illegaal was en als dat zo is, of de regering George W. Bush zich schuldig heeft gemaakt aan oorlogsmisdaden".
In 2005 ontving hij in Oslo samen met het IAEA de Nobelprijs voor de Vrede voor hun inspanningen om te voorkomen dat kernenergie wordt gebruikt voor militaire doeleinden en te waarborgen dat kernenergie voor vreedzame doeleinden op de veiligst mogelijke manier wordt gebruikt.
El-Baradei is ook lid van de International Law Association en de American Society of International Law. Hij is getrouwd met Aida Elkachef, een kleuterleidster aan de internationale school van Wenen en heeft twee kinderen, Laila en Mostafa. In juni 2005 ontkende een woordvoerder van het IAEA geruchten dat Aida Elkachef Iraanse was, en dat zij de beslissingen van haar echtgenoot ten aanzien van de Islamitische Republiek Iran zou beïnvloeden, maar hij weigerde verder in te gaan op haar nationaliteit.

## Politiek in Egypte
In 2009 trad El-Baradei terug als directeur-generaal van het IAEA. In december van dat jaar maakte hij bekend te overwegen zich kandidaat te stellen voor de Egyptische presidentsverkiezingen in 2011.
Op 27 januari 2011 keerde hij terug naar Egypte tijdens de hevige protesten tegen het regime van de Egyptische president Hosni Moebarak. El-Baradei verklaarde bereid te zijn een overgangsregering te leiden. De volgende dag werd hij onder huisarrest geplaatst.
El-Baradei was in juni 2013 betrokken bij de staatsgreep die leidde tot de val van president Morsi. Hij onderhandelde samen met anderen met minister Al-Sisi over de coup. El-Baradei steunde het plan van het leger om Morsi af te zetten en stelde onder andere voor om het hoofd van het Constitutioneel Hof, Adly Mansour, tot waarnemend president te benoemen. Hij was aanwezig toen al-Sisi aankondigde dat Morsi was afgezet en de grondwet werd opgeschort. Op 6 juli 2013 kwam het bericht naar buiten dat hij was benoemd tot interim-premier. Na felle kritiek verklaarde president Mansour op 7 juli 2013 dat er nog geen officiële benoeming had plaatsgevonden. Uiteindelijk werd niet el-Baradei maar Hazem al-Beblawi benoemd tot interim-premier. El-Baradei werd zelf op 14 juli 2013 benoemd tot vicepresident. Toen op 14 augustus een protestkamp van aanhangers van de afgezette Morsi hardhandig werd ontruimd en de noodtoestand werd uitgeroepen stapte El-Baradei op als vicepresident omdat hij nog een vreedzame oplossing voor het conflict zag. Hij verliet Egypte en vestigde zich weer in Wenen. In zijn vaderland werd hij vervolgd wegens hoogverraad.

## Onderscheidingen
2006: Four Freedoms Award Freedom medal
1901: Dunant, Passy ·
1902: Ducommun, Gobat ·
1903: Cremer ·
1904: Institut de Droit International ·
1905: Von Suttner ·
1906: Roosevelt ·
1907: Moneta, Renault ·
1908: Arnoldson, Bajer ·
1909: Beernaert, Balluet d'Estournelles de Constant ·
1910: IPB ·
1911: Asser, Fried ·
1912: Root ·
1913: La Fontaine ·
1917: ICRC ·
1919: Wilson ·
1920: Bourgeois ·
1921: Branting, Lange ·
1922: Nansen ·
1925: Chamberlain, Dawes ·
1926: Briand, Stresemann ·
1927: Buisson, Quidde ·
1929: Kellogg ·
1930: Söderblom ·
1931: Addams, Butler ·
1933: Angell ·
1934: Henderson ·
1935: Von Ossietzky ·
1936: Lamas ·
1937: Cecil ·
1938: Office international Nansen pour les réfugiés ·
1944: ICRC ·
1945: Hull ·
1946: Balch, Mott ·
1947: Friends Service Council, American Friends Service Committee ·
1949: Orr ·
1950: Bunche ·
1951: Jouhaux ·
1952: Schweitzer ·
1953: Marshall ·
1954: Hoog Commissariaat voor de Vluchtelingen (UNHCR) ·
1957: Pearson ·
1958: Pire ·
1959: Noel-Baker ·
1960: Luthuli ·
1961: Hammarskjöld ·
1962: Pauling ·
1963: ICRC, IFRC ·
1964: King ·
1965: UNICEF ·
1968: Cassin ·
1969: Internationale Arbeidsorganisatie ·
1970: Borlaug ·
1971: Brandt ·
1973: Kissinger, Lê Đức Thọ ·
1974: MacBride, Satō ·
1975: Sacharov ·
1976: Williams, Corrigan ·
1977: Amnesty International ·
1978: Sadat, Begin ·
1979: Moeder Teresa ·
1980: Esquivel ·
1981: Hoog Commissariaat voor de Vluchtelingen (UNHCR) ·
1982: Myrdal, Robles ·
1983: Wałęsa ·
1984: Tutu ·
1985: IPPNW ·
1986: Wiesel ·
1987: Arias ·
1988: VN-vredesmacht ·
1989: Gyatso ·
1990: Gorbatsjov ·
1991: Suu Kyi ·
1992: Menchú ·
1993: Mandela, De Klerk ·
1994: Arafat, Peres, Rabin ·
1995: Rotblat, Pugwash Conferences on Science and World Affairs ·
1996: Ximenes Belo, Ramos-Horta ·
1997: ICBL, Williams ·
1998: Hume, Trimble ·
1999: AzG ·
2000: Dae-jung ·
2001: VN, Annan ·
2002: Carter ·
2003: Ebadi ·
2004: Maathai ·
2005: IAEA, El-Baradei ·
2006: Grameen Bank, Yunus ·
2007: Gore, IPCC ·
2008: Ahtisaari ·
2009: Obama ·
2010: Liu ·
2011: Johnson Sirleaf, Gbowee, Karman ·
2012: Europese Unie ·
2013: OPCW ·
2014: Satyarthi, Yousafzai ·
2015: Kwartet voor Nationale Dialoog in Tunesië ·
2016: Santos ·
2017: ICAN ·
2018: Mukwege, Murad Basee ·
2019: Ahmed ·
2020: Wereldvoedselprogramma ·
2021: Ressa, Moeratov ·
2022: Bjaljazki, Memorial, Centrum voor Burgerlijke Vrijheden ·
2023: Mohammadi ·
2024: Nihon Hidankyo